# او.جی.: ساخت آمریکا
او. جِی. ساخت آمریکا (انگلیسی: O.J. : Made in America) مینی سریالی مستند به کارگردانی ازرا ادلمن است که در سال ۲۰۱۶ منتشر شد. این مستند از طریق به‌تصویر کشیدن زندگی او. جی. سیمپسون به دو مسئله چالش‌برانگیز و بااهمیت در آمریکا یعنی نژاد و شهرت می‌پردازد؛ اینکه چطور مردم آمریکا طی موفقیت‌های او.جی در فوتبال حرفه‌ای در دانشگاه کالیفرنیای جنوبی به او علاقه‌مند شدند و چطور این علاقه با متهم شدن او به قتل همسرش، نیکول براون سیمپسون و رونالد لایل گلدمن و محکوم شدنش به جرمی دیگر ۱۳ سال پس از اتهام قتل، افول کرد.
این فیلم برنده جایزه اسکار بهترین فیلم مستند در هشتاد و نهمین دوره جوایز اسکار شده است.